# Troickojei járás
A Troickojei járás (oroszul: Троицкий район) Oroszország egyik járása az Altaji határterületen. Székhelye Troickoje.

## Népesség
- 1989-ben 34 383 lakosa volt.
- 2002-ben 30 538 lakosa volt, melyből 28 722 orosz, 872 német, 328 ukrán, 150 örmény, 86 fehérorosz, 68 tatár, 43 azeri, 32 üzbég stb.
- 2010-ben 24 868 lakosa volt.